# Ungvári Nemzeti Egyetem
Az Ungvári Nemzeti Egyetem (ukránul: Ужгородський національний університет, magyar átírásban: Uzshorodszkij nacionalnij unyiverszitet, teljes nevén „Ungvári Nemzeti Egyetem” Állami Felsőoktatási Intézmény) Ungváron működő ukrán állami felsőoktatási intézmény.

## Története
Az egyetem 1945. október 18-án jött létre az Ukrán SZSZK kormánya és az Ukrán Kommunista Párt közös határozata alapján. Az Ungvári Állami Egyetemen a tényleges tanítás 1946. február 1-jén kezdődött el 160 diákkal, négy karon. Az egyetem Kárpátalja egyik legmagasabb fokozattal rendelkező felsőoktatási tanintézete. 2000. október 19-től az intézmény neve Ungvári Nemzeti Egyetem. Magyar nyelvű képzést is folytatnak, itt működik az Ungvári Nemzeti Egyetem Magyar Tannyelvű Humán- és Természettudományi Kara.